# Liga Nacional de Fútbol Femenino de Venezuela 2020
La temporada 2020 de la Liga Nacional Femenino de Venezuela fue la 17.ª edición del Campeonato Venezolano de Fútbol Femenino amateur desde su creación en el 2004. El torneo lo organiza la Federación Venezolana de Fútbol.

## Modalidad
El campeonato originalmente se dividía en dos torneos: Apertura y Clausura. A su vez, cada torneo tiene dos fases: en la primera fase, los clubes se dividen en seis grupos, integrados por cinco, seis y siete equipos respectivamente. Luego de jugar todos contra todos, los dos primeros de cada grupo clasificarán a la segunda etapa, de tipo eliminatorio. Juegan así tres rondas eliminatorias hasta decidir la final.
Las campeonas de la temporada se decide en una final que enfrenta al campeón del Apertura y el Clausura, excepto que un mismo equipo se corone en ambos torneo, la cual implicaría el campeonato automático.

## Datos de Equipos
| Club                   | Ciudad         | Entrenador | Estadio                          |
| ---------------------- | -------------- | ---------- | -------------------------------- |
| Dynamo Puerto          | Puerto La Cruz |            | Estadio Francisco Massiani       |
| Metropolitanos FC      | Caracas        |            |                                  |
| Estudiantes de Caracas | Caracas        |            | Cancha Universidad Metropolitana |
| Cervantes              | El Tigre       |            |                                  |
| Yaracuyanos FC         | San Felipe     |            | Comp. Dep. La Fábrica            |
| Portuguesa FC          | Araure         |            |                                  |
| Petroleros del Zulia   | Maracaibo      |            |                                  |
| UCV FC                 | Caracas        |            | Olímpico de la UCV               |
| Estudiantes de Guárico | Calabozo       |            | Alfredo Simonpietri              |
| Atlético SC            | Guarenas       |            | Oropeza Castillo                 |
| Macarao FC             | Caracas        |            | La Gran Parada                   |
| Casa Portuguesa        | Maracay        |            | Casa Portuguesa                  |
| Deportivo Petare       | Caracas        |            | Comp. Dep. Fray Luis de León     |
| Raúl Leoni FC          | S.F. de Apure  |            | Polideportivo San Fernando       |
| HG Valencia            | Valencia       |            |                                  |
| GV Maracay             | Maracay        |            |                                  |

## Apertura 2020
Resultados oficiales de la Liga Nacional de Fútbol Femenino de Venezuela 2020. 11 de mayo al 28 de julio

### Grupo A
|   | Equipo                 | JJ | JG | JE | JP | GF | GC | DG | PTS |
| - | ---------------------- | -- | -- | -- | -- | -- | -- | -- | --- |
| 1 | Dynamo Puerto          | 0  | 0  | 0  | 0  | 0  | 0  | 00 | 00  |
| 2 | Cervantes              | 0  | 0  | 0  | 0  | 0  | 0  | 00 | 00  |
| 3 | Estudiantes de Caracas | 0  | 0  | 0  | 0  | 0  | 0  | 00 | 00  |
| 4 | Metropolitanos FC      | 0  | 0  | 0  | 0  | 0  | 0  | 00 | 00  |

| Apertura 2020          | DYN | MET | EST | CER |
| Dynamo Puerto          | X   | -   | -   | -   |
| Metropolitanos FC      | -   | X   | -   | -   |
| Estudiantes de Caracas | -   | -   | X   | -   |
| Cervantes              | -   | -   | -   | X   |

### Grupo B
|   | Equipo               | JJ | JG | JE | JP | GF | GC | DG | PTS |
| - | -------------------- | -- | -- | -- | -- | -- | -- | -- | --- |
| 1 | Yaracuyanos FC       | 0  | 0  | 0  | 0  | 0  | 0  | 00 | 00  |
| 2 | Portuguesa FC        | 0  | 0  | 0  | 0  | 0  | 0  | 00 | 00  |
| 3 | Petroleros del Zulia | 0  | 0  | 0  | 0  | 0  | 0  | 00 | 00  |

| Apertura 2020        | YAR | POR | PZU |
| Yaracuyanos FC       | X   | -   | -   |
| Portuguesa FC        | -   | X   | -   |
| Petroleros del Zulia | -   | -   | X   |

### Grupo C
|   | Equipo                  | JJ | JG | JE | JP | GF | GC | DG | PTS |
| - | ----------------------- | -- | -- | -- | -- | -- | -- | -- | --- |
| 1 | Deportivo Petare        | 0  | 0  | 0  | 0  | 0  | 0  | 00 | 00  |
| 2 | Estudiantes del Guárico | 0  | 0  | 0  | 0  | 0  | 0  | 00 | 00  |
| 3 | Raúl Leoni              | 0  | 0  | 0  | 0  | 0  | 0  | 00 | 00  |
| 4 | Macarao FC              | 0  | 0  | 0  | 0  | 0  | 0  | 00 | 00  |

| Apertura 2020           | EGU | RLE | PET | MAC |
| Estudiantes del Guárico | X   | -   | -   | -   |
| Raúl Leoni              | -   | X   | -   | -   |
| Deportivo Petare        | -   | -   | X   | -   |
| Macarao FC              | -   | -   | -   | X   |

### Grupo D
|   | Equipo          | JJ | JG | JE | JP | GF | GC | DG | PTS |
| - | --------------- | -- | -- | -- | -- | -- | -- | -- | --- |
| 1 | Atlético SC     | 0  | 0  | 0  | 0  | 0  | 0  | 00 | 00  |
| 2 | Casa Portuguesa | 0  | 0  | 0  | 0  | 0  | 0  | 00 | 00  |
| 3 | HG Valencia     | 0  | 0  | 0  | 0  | 0  | 0  | 00 | 00  |
| 4 | UCV FC          | 0  | 0  | 0  | 0  | 0  | 0  | 00 | 00  |
| 5 | GV Maracay      | 0  | 0  | 0  | 0  | 0  | 0  | 00 | 00  |

| Apertura 2020   | HGV | CPO | MAR | ASC | UCV |
| HG Valencia     | X   | -   | -   | -   |     |
| Casa Portuguesa | -   | X   | -   | -   |     |
| GV Maracay      | -   | -   | X   |     |     |
| Atlético SC     |     |     |     | X   |     |
| UCV FC          | -   | -   | -   |     | X   |

### Cuarto de Final
|  |  | vs. |  |             |
|  |  |     |  | Árbitro(s): |

Clasificado: 
|  |  | vs. |  |             |
|  |  |     |  | Árbitro(s): |

Clasificado: 
|  |  | vs. |  |             |
|  |  |     |  | Árbitro(s): |

Clasificado: 
|  |  | vs. |  |             |
|  |  |     |  | Árbitro(s): |

Clasificado:

### Semifinal
|  |  | vs. |  |             |
|  |  |     |  | Árbitro(s): |

Clasificado: 
|  |  | vs. |  |             |
|  |  |     |  | Árbitro(s): |

Clasificado:

### Final
| 2020, 00:00 |  | vs. |  |             |  |
|             |  |     |  | Árbitro(s): |  |

| Campeón |
| '       |

## Clausura 2020
Resultados oficiales de la Liga Nacional de Fútbol Femenino de Venezuela 2020. de 24 de agosto al 17 de noviembre

### Grupo A
|   | Equipo                 | JJ | JG | JE | JP | GF | GC | DG | PTS |
| - | ---------------------- | -- | -- | -- | -- | -- | -- | -- | --- |
| 1 | Dynamo Puerto          | 0  | 0  | 0  | 0  | 0  | 0  | 00 | 00  |
| 2 | Metropolitanos         | 0  | 0  | 0  | 0  | 0  | 0  | 00 | 00  |
| 3 | Estudiantes de Caracas | 0  | 0  | 0  | 0  | 0  | 0  | 00 | 00  |
| 4 | CCE Cervantes          | 0  | 0  | 0  | 0  | 0  | 0  | 00 | 00  |

| Clausura 2020          | CER | MET | DYN | EST |
| CCE Cervantes          | X   |     |     |     |
| Metropolitanos         |     | X   |     |     |
| Dynamo Puerto          |     |     | X   |     |
| Estudiantes de Caracas |     |     |     | X   |

### Grupo B
|   | Equipo               | JJ | JG | JE | JP | GF | GC | DG | PTS |
| - | -------------------- | -- | -- | -- | -- | -- | -- | -- | --- |
| 1 | Yaracuyanos          | 0  | 0  | 0  | 0  | 0  | 0  | 00 | 00  |
| 2 | Petroleros del Zulia | 0  | 0  | 0  | 0  | 0  | 0  | 00 | 00  |
| 3 | Portuguesa           | 0  | 0  | 0  | 0  | 0  | 0  | 00 | 00  |

| Clausura 2020        | YAR | POR | PDZ |
| Yaracuyanos          | X   |     |     |
| Portuguesa           |     | X   |     |
| Petroleros del Zulia |     |     | X   |

### Grupo C
|   | Equipo                 | JJ | JG | JE | JP | GF | GC | DG | PTS |
| - | ---------------------- | -- | -- | -- | -- | -- | -- | -- | --- |
| 1 | Petare                 | 0  | 0  | 0  | 0  | 0  | 0  | 00 | 00  |
| 2 | Estudiantes de Guárico | 0  | 0  | 0  | 0  | 0  | 0  | 00 | 00  |
| 3 | Raúl Leoni             | 0  | 0  | 0  | 0  | 0  | 0  | 00 | 00  |
| 4 | Macarao                | 0  | 0  | 0  | 0  | 0  | 0  | 00 | 00  |

| Clausura 2020          | PET | EDG | MAC | RLE |
| Petare                 | X   |     |     |     |
| Estudiantes de Guárico |     | X   |     |     |
| Macarao                |     |     | X   |     |
| Raúl Leoni             |     |     |     | X   |

### Grupo D
|   | Equipo                        | JJ | JG | JE | JP | GF | GC | DG | PTS |
| - | ----------------------------- | -- | -- | -- | -- | -- | -- | -- | --- |
| 1 | Casa Portuguesa               | 0  | 0  | 0  | 0  | 0  | 0  | 00 | 00  |
| 2 | Hermandad Gallega de Valencia | 0  | 0  | 0  | 0  | 0  | 0  | 00 | 00  |
| 3 | Atlético SC                   | 0  | 0  | 0  | 0  | 0  | 0  | 00 | 00  |
| 4 | UCV                           | 0  | 0  | 0  | 0  | 0  | 0  | 00 | 00  |
| 5 | Gran Valencia Maracay         | 0  | 0  | 0  | 0  | 0  | 0  | 00 | 00  |

| Clausura 2020                 | CPO | HGV | ASC | UCV | GVM |
| Casa Portuguesa               | X   |     |     |     |     |
| Hermandad Gallega de Valencia |     | X   |     |     |     |
| Atlético SC                   |     |     | X   |     |     |
| UCV                           |     |     |     | X   |     |
| Gran Valencia Maracay         |     |     |     |     | X   |

### Cuarto de Final
|  |  | vs. |  |             |
|  |  |     |  | Árbitro(s): |

Clasificado: 
|  |  | vs. |  |             |
|  |  |     |  | Árbitro(s): |

Clasificado: 
|  |  | vs. |  |             |
|  |  |     |  | Árbitro(s): |

Clasificado: 
|  |  | vs. |  |             |
|  |  |     |  | Árbitro(s): |

Clasificado:

### Semifinal
|  |  | vs. |  |             |
|  |  |     |  | Árbitro(s): |

Clasificado: 
|  |  | vs. |  |             |
|  |  |     |  | Árbitro(s): |

Clasificado:

### Final
|  |  | vs. |  |             |
|  |  |     |  | Árbitro(s): |

}}
| Campeón |
| '       |

## Final Absoluta 2020
|  |  | vs. |  |             |
|  |  |     |  | Árbitro(s): |

| Clasifica                                              |
| Bandera de ?                                           |
| ' Clasifica a Superliga Femenina de Fútbol (Venezuela) |